# Dræb ikke en sangfugl
Dræb ikke en sangfugl (orig. To Kill a Mockingbird) er en roman af den amerikanske forfatter Harper Lee udgivet i 1960. Romanen blev straks en succes, vandt Pulitzer-prisen og er blevet en klassiker i moderne amerikansk litteratur. Handlingen og personerne i bogen er løst baseret på forfatterens observationer af familie og naboer samt på en begivenhed, der indtraf i nærheden af hendes hjemby i 1936, da hun var 10 år gammel. Romanen blev oversat til dansk af Michael Tejn.
Romanen er kendt for sin varme og humor på trods af, at den beskæftiger sig med alvorlige problemer som voldtægt og racediskrimination. Fortællerens far, Atticus Finch, er blevet et moralsk forbillede for mange læsere og professionelt for advokater.[kilde mangler] En anmelder forklarer romanens indflydelse: "Dræb ikke en sangfugl er sandsynligvis den mest læste bog fra det 20. århundrede, der beskæftiger sig med race i Amerika, og dens hovedperson, Atticus Finch, er et af de mest vedholdende billeder af raceheroisme fra fiktionens verden."
Bogen blev filmatiseret i 1962 under samme navn af instruktøren Robert Mulligan med Gregory Peck i hovedrollen og blev

## Fodnoter
1. ↑  Crespino, Joseph (Summer 2000). "The Strange Career of Atticus Finch", Southern Cultures 6 (2), side 9–29.

| Bog | Spire Denne artikel om bøger og tidsskrifter er en spire som bør udbygges. Du er velkommen til at hjælpe Wikipedia ved at udvide den. |